# Erkelenz
Erkelenz är en stad i Rhenlandet i västra Tyskland som ligger 15 km sydväst om Mönchengladbach på norra kanten av det tyska låglandet, halvvägs mellan Niederrheinregionen och floden Meuse. Staden är den största i Heinsbergdestriktet i Nordrhein-Westfalen.
Trots att staden har mer än 1 000 år av historia och tradition fick den östra delen av området under 2006 ge plats för RWE:s dagbrott Garzweiler, vilket planeras vara i drift fram till 2045. Över 5 000 personer från tio byar har behövt flyttas som följd. Sedan 2010 har invånarna i den östligaste byn Pesch lämnat och de flesta har flyttat till de nya byarna Immerath och Borschemich.